# 大津町立大津北中学校
大津町立大津北中学校（おおづちょうりつ おおづきたちゅうがっこう）は、熊本県菊池郡大津町に所在する町立中学校である。

## 沿革
- 1998年（平成10年）- 大津町立大津中学校の生徒増に伴い、大津中学校と大津北中学校に分離し、開校。
- 2004年（平成16年）- 問題行動等に対する地域における行動連携推進事業（サポートチーム）に指定される。
- 2006年（平成18年）- 大津町研究指定校「特色ある学校づくり」に指定される。

## 部活動

### 運動系
- 男子サッカー部
  - 2001年に「全国中学生新人サッカー九州大会」で優勝。2008年も同大会に出場している。
- バスケットボール部（男子・女子）
  - 男子は2007年に「つつじ祭りバスケットボール大会」で優勝。
- 野球部
- 空手道部
  - 2003年に「県中体連」団体組み手で3位。
  - 2004年に「第12回全国中学生空手道選手権大会」女子団体型熊本県代表で出場。
  - 九州大会では団体型5位
  - 2016年に行われた中体連では郡、県、九州において女子団体組手で優勝。女子団体型も、郡、県において優勝。
  - 同年の全国中学生空手道選手権大会では女子団体組手でベスト16。
  - 2017年に行われた中体連では郡、県において女子団体組手で優勝。女子団体型は県で準優勝。
  - 同年の全国中学生空手道選手権大会では女子団体組手で準優勝。(メンバー︰岩下レイナ、佐藤伶里奏、松村亜来)

- 剣道部
- 陸上部
- バレーボール部（男子・女子）
- ソフトテニス部（男子・女子）
- 卓球部（男子・女子）

### 文化系
- 美術部
- 吹奏楽部
  - 2009年に「第27回九州マーチングコンテスト」に熊本県代表として初出場。金賞受賞。

※部活動ではないが、クラブ活動としてONBC（Ozu North BroadCastingの意）が設置されている。ONBCでは、主に体育大会や文化祭等の学校行事や、毎日の放送を手がけている。

## 周辺施設など
- 大津町立護川小学校
- 大津町立室小学校
- 大津町立大津北小学校
- 熊本県立大津高等学校
- 熊本県立翔陽高等学校
- 熊本県立大津支援学校

## 主な出身者・著名人
- 本田真吾（サッカー選手）
- 市原大嗣（サッカー選手）
- 圍謙太朗（サッカー選手）
- 前田彩里（陸上競技選手）